# Dehesa de Montejo
Dehesa de Montejo település Spanyolországban, Palencia tartományban.  Lakosainak száma 135 fő (2024).

## Népesség
A település népessége az elmúlt években az alábbi módon változott:
| Lakosok száma | 217  | 195  | 161  | 154  | 139  | 136  | 138  | 133  | 136  | 135  |
|               | 2001 | 2004 | 2007 | 2009 | 2012 | 2014 | 2017 | 2019 | 2022 | 2024 |